# LGALS1
LGALS1 (англ. Galectin 1) – білок, який кодується однойменним геном, розташованим у людей на короткому плечі 22-ї хромосоми. Довжина поліпептидного ланцюга білка становить 135 амінокислот, а молекулярна маса — 14 716.
| 10         |  | 20         |  | 30         |  | 40         |  | 50         |
| ---------- |  | ---------- |  | ---------- |  | ---------- |  | ---------- |
| MACGLVASNL |  | NLKPGECLRV |  | RGEVAPDAKS |  | FVLNLGKDSN |  | NLCLHFNPRF |
| NAHGDANTIV |  | CNSKDGGAWG |  | TEQREAVFPF |  | QPGSVAEVCI |  | TFDQANLTVK |
| LPDGYEFKFP |  | NRLNLEAINY |  | MAADGDFKIK |  | CVAFD      |  |            |

A: Аланін

C: Цистеїн

D: Аспарагінова кислота

E: Глутамінова кислота

F: Фенілаланін

G: Гліцин

H: Гістидин

I: Ізолейцин

K: Лізин

L: Лейцин

M: Метіонін

N: Аспарагін

P: Пролін

Q: Глутамін

R: Аргінін

S: Серин

T: Треонін

V: Валін

W: Триптофан

Задіяний у такому біологічному процесі як апоптоз. 
Білок має сайт для зв'язування з лектинами. 
Локалізований у позаклітинному матриксі.
Також секретований назовні.